# Boxe nos Jogos da Commonwealth de 2018
O boxe nos Jogos da Commonwealth de 2018 foi realizado no Oxenford Studios em Gold Coast, na Austrália, entre 5 e 14 de abril. 
Um total de 16 eventos foram disputados, sendo dez categorias de peso para os homens e seis para as mulheres, três a mais com relação a edição anterior, em Glasgow. As categorias femininas adicionais foram incluídas pela Federação dos Jogos da Commonwealth como uma forma de equalizar a distribuição dos eventos entre os gêneros levando em consideração todas as modalidades em disputa nos Jogos.

## Medalhistas
Masculino
| Evento                              | Ouro                          | Prata                               | Bronze                                                                 |
| Mosca-ligeiro (49 kg) detalhes      | Galal Yafai ENG Inglaterra    | Amit Panghal IND Índia              | Thiwanka Ranasinghe SRI Sri Lanka Juma Miiro UGA Uganda                |
| Mosca (52 kg) detalhes              | Gaurav Solanki IND Índia      | Brendan Irvine NIR Irlanda do Norte | Vidanalange Bandara SRI Sri Lanka Reece McFadden SCO Escócia           |
| Galo (56 kg) detalhes               | Peter McGrail ENG Inglaterra  | Kurt Walker NIR Irlanda do Norte    | Mohammad Hussamuddin IND Índia Eric Basran CAN Canadá                  |
| Leve (60 kg) detalhes               | Harry Garside AUS Austrália   | Manish Kaushik IND Índia            | Michael McDonagh WAL País de Gales James McGivern NIR Irlanda do Norte |
| Meio-médio-ligeiro (64 kg) detalhes | Jonas Jonas NAM Namíbia       | Thomas Blumenfeld CAN Canadá        | Luke McCormack ENG Inglaterra Jesse Lartey GHA Gana                    |
| Meio-médio (69 kg) detalhes         | Pat McCormack ENG Inglaterra  | Aidan Walsh NIR Irlanda do Norte    | Manoj Kumar IND Índia Winston Hill FIJ Fiji                            |
| Médio (75 kg) detalhes              | Vikas Krishan Yadav IND Índia | Wilfried Ntsengue CMR Camarões      | Steven Donnelly NIR Irlanda do Norte John Docherty SCO Escócia         |
| Meio-pesado (81 kg) detalhes        | Sammy Lee WAL País de Gales   | Ato Plodzicki-Faoagali SAM Samoa    | Clay Waterman AUS Austrália Harley O'Reilly CAN Canadá                 |
| Pesado (91 kg) detalhes             | David Nyika NZL Nova Zelândia | Jason Whateley AUS Austrália        | Cheavon Clarke ENG InglaterraNaman Tanwar IND Índia                    |
| Super-pesado (+91 kg) detalhes      | Frazer Clarke ENG Inglaterra  | Satish Kumar IND Índia              | Patrick Mailata NZL Nova Zelândia Keddy Agnes SEY Seychelles           |

Feminino
| Evento                         | Ouro                           | Prata                                | Bronze                                                              |
| Mosca-ligeiro (48 kg) detalhes | Mary Kom IND Índia             | Kristina O'Hara NIR Irlanda do Norte | Anusha Koddithuwakku SRI Sri Lanka Tasmyn Benny NZL Nova Zelândia   |
| Mosca (51 kg) detalhes         | Lisa Whiteside ENG Inglaterra  | Carly McNaul NIR Irlanda do Norte    | Taylah Robertson AUS Austrália Christine Ongare KEN Quênia          |
| Pena (57 kg) detalhes          | Skye Nicolson AUS Austrália    | Michaela Walsh NIR Irlanda do Norte  | Sabrina Aubin-Boucher CAN Canadá Alexis Pritchard NZL Nova Zelândia |
| Leve (60 kg) detalhes          | Anja Stridsman AUS Austrália   | Paige Murney ENG Inglaterra          | Troy Garton NZL Nova Zelândia Yetunde Odunuga NGR Nigéria           |
| Meio-médio (69 kg) detalhes    | Sandy Ryan ENG Inglaterra      | Rosie Eccles WAL País de Gales       | Marie-Jeanne Parent CAN Canadá Kaye Scott AUS Austrália             |
| Médio (75 kg) detalhes         | Lauren Price WAL País de Gales | Caitlin Parker AUS Austrália         | Tammara Thibeault CAN Canadá Millicent Agboegbulem NGR Nigéria      |

## Quadro de medalhas
| Ordem | País             | Medalha de ouro | Medalha de prata | Medalha de bronze | Total |
| ----- | ---------------- | --------------- | ---------------- | ----------------- | ----- |
| 1     | Inglaterra       | 6               | 1                | 2                 | 9     |
| 2     | Índia            | 3               | 3                | 3                 | 9     |
| 3     | Austrália        | 3               | 2                | 3                 | 8     |
| 4     | País de Gales    | 2               | 1                | 1                 | 4     |
| 5     | Nova Zelândia    | 1               |                  | 4                 | 5     |
| 6     | Namíbia          | 1               |                  |                   | 1     |
| 7     | Irlanda do Norte |                 | 6                | 2                 | 8     |
| 8     | Canadá           |                 | 1                | 5                 | 6     |
| 9     | Camarões         |                 | 1                |                   | 1     |
|       | Samoa            |                 | 1                |                   | 1     |
| 11    | Sri Lanka        |                 |                  | 3                 | 3     |
| 12    | Escócia          |                 |                  | 2                 | 2     |
|       | Nigéria          |                 |                  | 2                 | 2     |
| 14    | Fiji             |                 |                  | 1                 | 1     |
|       | Gana             |                 |                  | 1                 | 1     |
|       | Quénia           |                 |                  | 1                 | 1     |
|       | Seicheles        |                 |                  | 1                 | 1     |
|       | Uganda           |                 |                  | 1                 | 1     |
| TOTAL | TOTAL            | 16              | 16               | 32                | 64    |